# Јан Кодеш
Јан Кодеш (чеш. Jan Kodeš; рођен 1. марта 1946) је бивши чешки тенисер.

## Тениска каријера
Освајач је две титуле у појединачној конкуренцији на Ролан Гаросу и једне на Вимблдону. Највиши пласман на АТП листи му је био пето место у септембру 1973. Током каријере освојио је осам титула у појединачној и седамнаест у игри парова. Године 1990. примљен је у тениску Кућу славних, а од 1994. до 1998. је био председник Чешког тениског савеза.

## Гренд слем финала

### Појединачно 5 (3–2)
| Исход  | Година | Турнир          | Подлога | Противник        | Резултат                |
| Победа | 1970   | Ролан Гарос (1) | Шљака   | Жељко Франуловић | 6–2, 6–4, 6–0           |
| Победа | 1971   | Ролан Гарос (2) | Шљака   | Илије Настасе    | 8–6, 6–2, 2–6, 7–5      |
| Пораз  | 1971   | Ју-Ес опен (1)  | Тврда   | Стен Смит        | 6–3, 3–6, 2–6, 6–7(3–5) |
| Победа | 1973   | Вимблдон        | Трава   | Алекс Метревели  | 6–1, 9–8(5), 6–3        |
| Пораз  | 1973   | Ју-Ес опен (2)  | Тврда   | Џон Њуком        | 4–6, 6–1, 6–4, 2–6, 3–6 |